# As Long as I Have You
As Long as I Have You è il nono album in studio da solista del musicista britannico Roger Daltrey, pubblicato il 1º giugno 2018.
Al disco ha partecipato il chitarrista degli Who Pete Townshend e il tastierista Mick Talbot ex Style Council.
Nell'album compaiono cover di Steve Wonder, Nick Cave e Garrett Mimms.

## Tracce[1]
1. As Long as I Have You – 3:18
2. How Far – 3:03
3. Where Is a Man to Go? – 4:04
4. Get On Out of the Rain – 3:31
5. I've Got Your Love – 3:29
6. Into My Arms – 4:09
7. You Haven't Done Nothing – 3:57
8. Out of Sight, Out of Mind – 2:04
9. Certified Rose – 3:14
10. The Love You Save – 3:06
11. Always Heading Home – 3:26